# マティアス・カス
マティアス・カス（Matthias Casse、1997年2月19日- ）は、ベルギー・アントウェルペン州 モルツェル出身の柔道家。階級は81kg級。身長175cm。

## 経歴
2017年の世界ジュニア81kg級でベルギーの選手として27年ぶりに優勝した。2018年の世界選手権では7位だったが、グランドスラム・アブダビで2位になった。2019年のグランドスラム・デュッセルドルフとグランドスラム・バクーでは3位だった。ヨーロッパ競技大会では優勝した。東京で開催された世界選手権では準決勝で世界チャンピオンであるイランのサイード・モラエイを腕挫十字固で破るも、決勝でイスラエルのサギ・ムキに技ありで敗れて2位だった。ワールドマスターズでは決勝でムキに不戦勝で優勝した。2021年のヨーロッパ選手権では2位だった。世界選手権では準々決勝で藤原崇太郎に反則勝ちするなどして決勝まで進むと、ジョージアのタト・グリガラシビリを破って優勝を飾り、ベルギーの男子選手で初めての世界チャンピオンとなった。7月に日本武道館で開催された東京オリンピックでは準決勝で永瀬貴規に技ありで敗れるも、その後の3位決定戦でグリガラシビリを破って3位になった。2022年の世界選手権では準決勝で藤原に終了間際に逆転勝ちするも、決勝ではグリガラシビリに技ありで敗れて2位にとどまり、今大会2連覇はならなかった。2023年の世界選手権でも決勝でグリガラシビリと3年連続の対戦となるも、技ありで敗れてまたも2位だった。ワールドマスターズでは優勝した。2024年にはグランドスラム・パリとグランドスラム・タシケントで優勝した。2024年の世界選手権では3回戦で敗れた。パリオリンピックでは準々決勝で永瀬に技ありで敗れるなどして5位だった。
IJF世界ランキングは6684ポイント獲得で2位（2025年2月3日現在）。

## 主な戦績
- 2017年 - ヨーロッパオープン・カトヴィツェ 優勝
- 2017年 - 世界ジュニア 優勝
- 2017年 - グランプリ・ハーグ 3位
- 2018年 - グランプリ・アガディール 2位
- 2018年 - グランプリ・ザグレブ 2位
- 2018年 - 世界選手権 7位
- 2018年 - グランドスラム・アブダビ 2位
- 2019年 - グランドスラム・デュッセルドルフ 3位
- 2019年 - グランドスラム・バクー 3位
- 2019年 - ヨーロッパ競技大会 優勝
- 2019年 - グランプリ・モントリオール 3位
- 2019年 - 世界選手権 2位
- 2019年 -　ワールドマスターズ 優勝
- 2020年 -　グランドスラム・パリ 優勝
- 2020年 - ヨーロッパ選手権 3位
- 2021年 -　ヨーロッパ選手権 2位
- 2021年 -　世界選手権 優勝
- 2021年 -　東京オリンピック 3位
- 2021年 -　グランドスラム・アブダビ 優勝
- 2022年 -　グランプリ・アルマダ 優勝
- 2022年 -　グランドスラム・テルアビブ 優勝
- 2022年 -　ヨーロッパ選手権 2位
- 2022年 -　世界選手権 2位
- 2022年 -　グランドスラム・バクー　2位
- 2022年 -　ワールドマスターズ　3位
- 2023年 -　グランドスラム・アンタルヤ 優勝
- 2023年 -　世界選手権　2位
- 2023年 -　ワールドマスターズ　優勝
- 2023年 -　ヨーロッパ選手権 5位
- 2023年 -　グランドスラム・東京　2位
- 2024年 -　グランドスラム・パリ　優勝
- 2024年 -　グランドスラム・タシケント　優勝
- 2024年 - パリオリンピック　5位
- 2025年 - グランドスラム・パリ　3位
- 2025年 - ヨーロッパ選手権　3位
- 2025年 - 世界選手権　7位

（出典）